# 奧賽羅

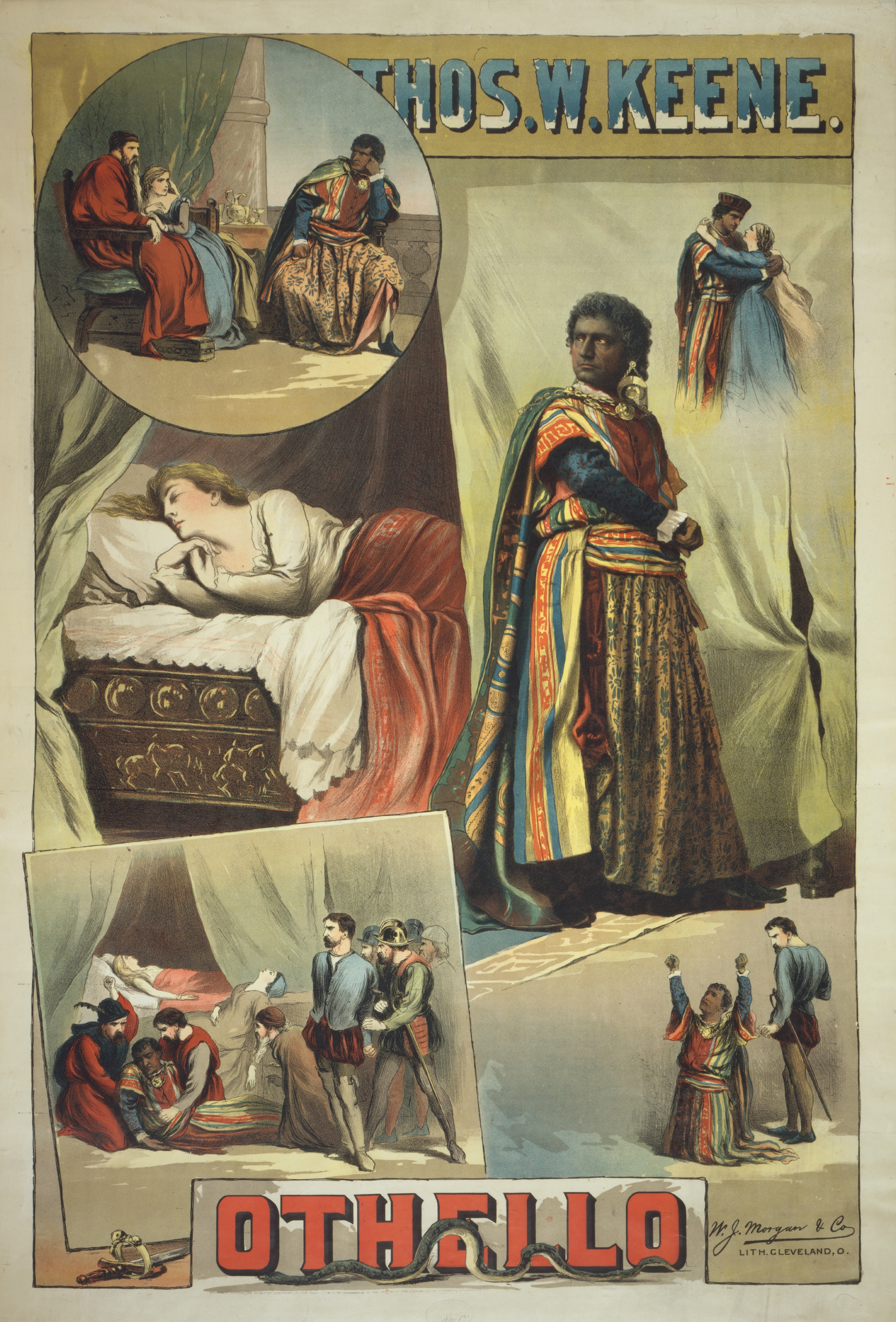
戏剧海报，1884年美国，托马斯·基恩(Thomas. W. Keene)主演

《奥賽羅》，是英国剧作家莎士比亞在1603年左右創作的一齣悲劇。戲劇被認為是根據意大利短篇小說《一位摩爾上尉》（Un Capitano Moro）改编而成，後者是由喬凡尼·薄伽丘的門徒吉拉爾迪·欽齊奥寫成，並于1565年出版。劇情圍繞這四位角色展開：供職威尼斯部隊的摩爾将軍奥賽羅；妻子苔絲狄蒙娜；副將凱西奧；和騙取他信任的旗官伊阿古。由于戲劇情節跌宕起伏，涉及種族、爱情、嫉妒、背叛。

## 人物
| - 奧賽羅 (Othello)，摩尔人、威尼斯将军。 - 苔絲狄蒙娜 (Desdemona)，奥赛罗的妻子、勃拉班修的女儿。 - 伊阿古 (Iago)，奥赛罗的旗官、爱米利亚的丈夫、反派角色。 - 凱西奧 (Cassio)，奥赛罗的副将。 - 爱米利亚 (Emilia)，伊阿古的妻子、苔絲狄蒙娜的女仆。 - 比恩卡 (Bianca)，凱西奧的戀人。 - 勃拉班修 (Brabantio)，威尼斯元老、葛莱西安诺的长兄、苔絲狄蒙娜的父亲。 - 洛特利哥 (Roderigo)，风流和有钱的威尼斯人、暗恋苔絲狄蒙娜。 | - 威尼斯公爵 (Duke of Venice) - 葛莱西安诺 (Gratiano)，勃拉班修的弟弟。 - 罗多维科 (Lodovico)，勃拉班修的亲戚、苔絲狄蒙娜的表亲。 - 蒙泰诺 (Montano)，塞浦路斯总督、奥赛罗的前任。 - 小丑，奥赛罗的仆人。 - 官长、绅士、信使、传令官、水手、侍从、乐工等。 |

## 内容简介

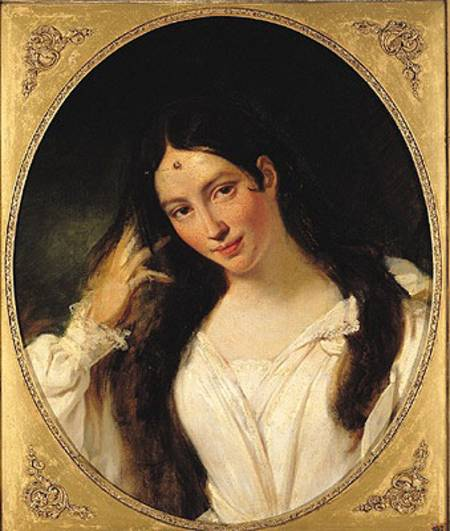
玛利亚·马利夫兰(Maria Malibran)饰演苔丝狄蒙娜（1834年）

戏剧开始时，富有风流的绅士洛特利哥登台，向旗官伊阿古抱怨自己对苔丝狄蒙娜与奥赛罗的婚姻一无所知。他先前因对女方着迷而告知其父亲，如今对女方的选择感到遗憾。奥赛罗提拔凯西奥，伊阿古对此深表记恨。伊阿古猜忌奥赛罗曾经与他的妻子爱米利亚同房，并指责凯西奥不过是个纸上谈兵的家伙，缺乏实战经验。伊阿古长谈洛特利哥求爱失败，以及自己对奥赛罗的不满，成功指使洛特利哥向苔丝狄蒙娜的父亲勃拉班修通风报信，告诉他女儿私奔的消息。伊阿古自己则悄悄找到奥赛罗，告诉他勃拉班修的到来。
土耳其部队进攻塞浦路斯的消息传到了威尼斯，奥赛罗将军被元老院召见。元老勃拉班修当众指责奥赛罗用巫术勾引女儿，但奥赛罗为自己辩护，向众人讲述自己先前的故事，称苔丝狄蒙娜是因此而迷上自己，获得了包括威尼斯公爵、罗多维科、葛莱西安诺等众元老的信任；勃拉班修却依然不满，称苔丝狄蒙娜终究会背叛奥赛罗。公爵下令奥赛罗指挥威尼斯部队对抗入侵塞浦路斯的土耳其军，并允许他的妻子、副将凯西奥、旗官伊阿古、伊阿古的妻子爱米利亚随行陪同。
部隊到達了塞浦路斯，發現風暴已經將土耳其艦隊摧毁。奧賽羅設宴歡慶，並與苔絲狄蒙娜私下交飲。趁主帥不在时，伊阿古將不勝酒力的凯西奥灌醉，隨後慫恿洛特利哥挑戰凯西奥，製造混亂。奧賽羅出面，指責凯西奥，撤销了他的職務。伊阿古說服凯西奥委託苔絲狄蒙娜，讓她為自己求情。
伊阿古转身找到奥赛罗，称凯西奥与苔丝狄蒙娜有染。奥赛罗曾经把自己的手帕当做第一份礼物交给苔丝狄蒙娜，后者不慎将其遗失在地上。伊阿古让爱米利亚拾回手帕，並將其交给凯西奥。随后，伊阿古让奥赛罗在旁观察，並刺激凯西奥谈论他与情妇比恩卡的故事，导致奥赛罗误以为谈论对象是苔丝狄蒙娜。比恩卡发现手帕，指责凯西奥私藏宝贝，情妇众多。当奥赛罗窥见此事时，伊阿古在一旁吹耳旁风，称这是苔丝狄蒙娜送给他的定情物。奥赛罗大怒，当众羞辱了妻子。
洛特利哥向伊阿古抱怨自己一无所得，后者怂恿他刺杀凯西奥。当凯西奥离开比恩卡的住处时，洛特利哥袭击凯西奥，不料被后者重伤；伊阿古从背后刺杀凯西奥，伤了他的腿。伊阿古在暗处隐藏了自己，当众人听见凯西奥的呼救，伊阿古出现，假装帮助凯西奥。当凯西奥指认洛特利哥為凶手時，伊阿古立即殺人滅口，并指责比恩卡为同谋。
晚上，奧賽羅與苔絲狄蒙娜對質，並將後者掐死在床。愛米利亞來到，見狀呼救；眾人隨即趕來，愛米利亞做出解釋。當奧賽羅提及手帕時，愛米利亞恍然大悟，揭穿了伊阿古的陰謀，後者氣急敗壞，行刺妻子。奧賽羅後悔不已，攻擊伊阿古，後者承認罪狀，但拒絕做出任何解釋。羅多維科為二人定罪，奧賽羅自刎殉情。羅多維科宣佈葛萊西安諾為奧賽羅的繼任，並將凱西奧和伊阿古帶回威尼斯。

## 钦齐奥资料

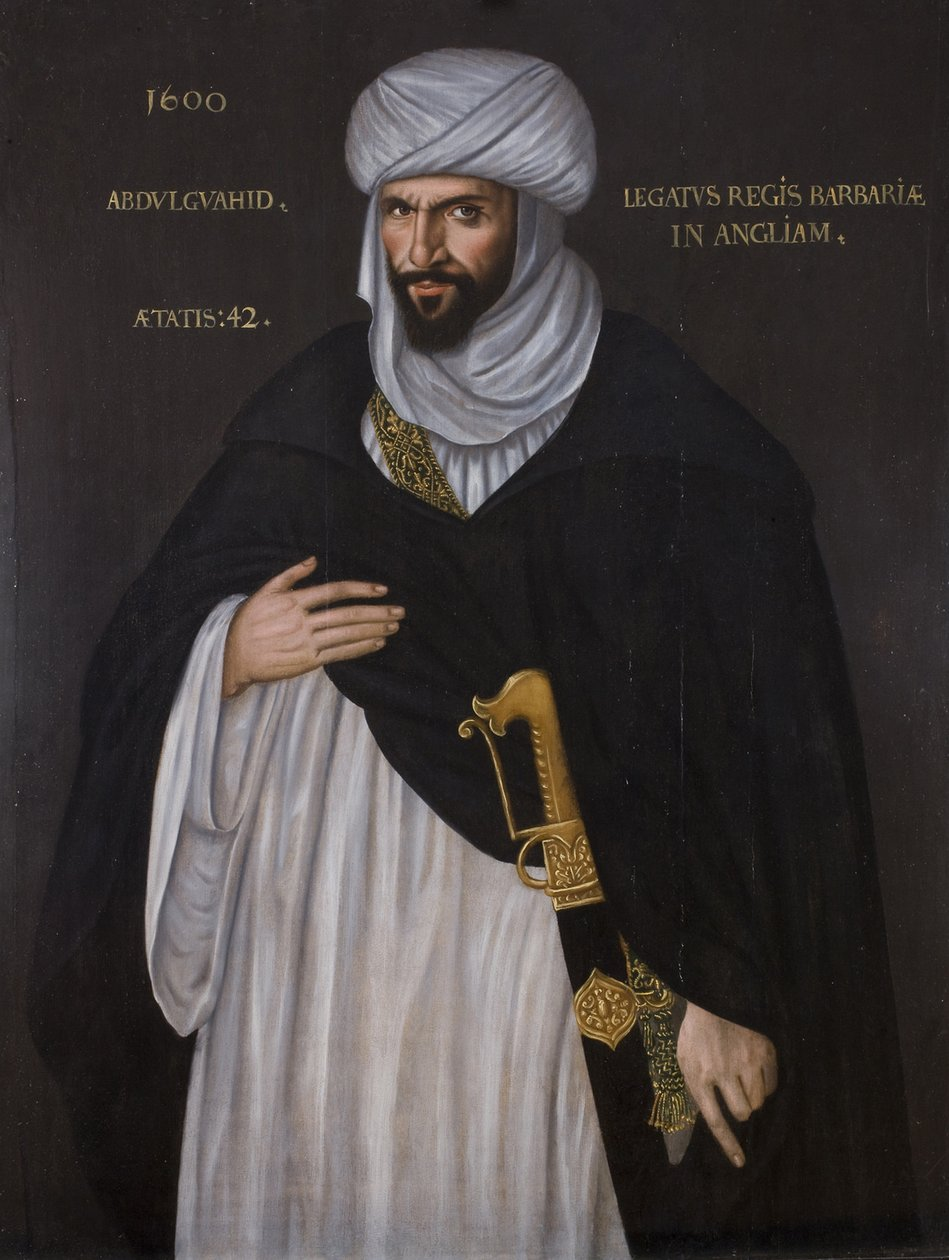
出使英格蘭會見伊莉莎白一世的柏柏爾人大使。在油畫中被稱為“摩爾人大使”，被認為是戲劇的靈感之一。

戲劇《奧賽羅》改编自意大利作家吉拉爾迪·欽齊奥的故事《一位摩爾上尉》("Un Capitano Moro")，收錄於他的《百則故事》(Gli Hecatommithi, 1565)。《百則故事》收錄了一百篇故事，與喬凡尼·薄伽丘的《十日談》風格類似。在莎士比亞的時期，該故事設有英文譯本，而《奧賽羅》的文字更類似于意大利原文，而非1584年加布里埃爾·查皮(Gabriel Chappuy)的法語譯版。欽齊奥的故事可能改编自1508年在威尼斯發生的真實事件，這個故事也類似於《一千零一夜》中的《三個蘋果》。在欽齊奥的故事中，苔絲狄蒙娜是唯一署名的人物，其它角色則被稱為“摩爾人”、“隊長”、“旗官”、“旗官夫人”。欽齊奥给出的教訓是歐洲婦女嫁给壞脾氣的外邦人是不明智的。
欽齊奥的摩爾人是莎士比亞版摩爾人的原型，但一些研究認為从摩洛哥到伊麗莎白時代(约1600年)的其它摩爾人也给出了類似的啟迪。當莎士比亞改變欽齊奥的故事時，他修改了一些细節。勃拉班修、洛特利哥等其它配角是後來加上去的，而愛米利亞拾手帕則是欽齊奥版所没有的。與《奧賽羅》不同，欽齊奥版中的伊阿古追求苔絲狄蒙娜，被拒绝後心生仇恨。莎士比亞的開場中愛米利亞和苔絲狄蒙娜溫柔地准备床铺，這是獨一無二的。莎士比亞版與欽齊奥版最大的不同在於女主角的死法。在莎士比亞版中，奧賽羅掐死了妻子，在欽齊奥版中，摩爾人命令旗官狠下毒手。欽齊奥對毆打做了细致入微的描述，當夫人去世後，旗官和摩爾人將屍體放在床上，砸碎頭骨，捅破屋頂，制造出意外事故的假象。兩人随即逃逸。摩爾人思念妻子，旗官對此深表厭惡，並分道揚鑣。旗官找到隊長，透露實情。兩人離開塞浦路斯，前往威尼斯報案。摩爾人被捕，拒绝認罪，被處以流放。妻子的親屬找到了他，並最终復仇。旗官則繼續流竄，但因其它案件被捕。旗官夫人則存活了下来，並講述了這一段故事。
欽齊奥的故事被描述為“一些種族警示”，即異族通婚的風險性。在寫作时，故事没有给出足够的背景。對此，莎士比亞使用了1599年劉易斯·劉克諾(Lewes Lewkenor)譯文中加斯帕羅·孔塔里尼给出的《威尼斯共和國和政府》作為背景。

## 时期与文本

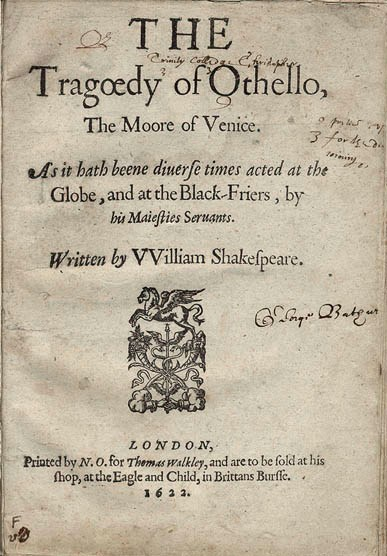
《第一四開本》 (1622)

對本劇最早的記載来自狂歡辦公室（Office of the Revels）1604年的紀錄：“11月初的萬聖節，國王劇團在國宴廳的白廳上演了戲劇，叫做「威尼斯的摩爾人」。該紀錄最早由彼得·坎寧安（Cunningham）於1842年出版，其真實性曾經受到質疑，現被認為是真本。據此，戲劇被定位在1603-1604年間，但爭議稱定位應该在1601-1602年間。
戲劇在1621年10月6日由托馬斯·沃克利（Thomas Walkley）载入英国出版同業工會，並在1622年以四開本形式出版。一年後，戏戲劇加入莎士比亞《第一對開本》的戲劇集當中。然而，對開本中的長度和用詞都與之前版本不同：福爾杰（Folger）版的编辑解釋道：“較之四開本而言，對開本多出了160行。有些文字呈緊湊的段落。兩個版本彼此在許多文字上都有出入。學者就此議論纷纷，無法達成统一意見。一個解釋是四開本是為了印刷需要而進行了裁剪。另一個解釋是四開本是戲劇的早期版本，而對開本則是其修訂版。很多現代版本則依據對開本編訂，但當其出错時常参考四開本版本。四開本曾在1630、1655、1681、1695、1699和1705年出版。

## 种族
就奧賽羅的種族而言現並無定論。阿頓版莎士比亞（Arden Shakespeare）的编辑霍尼格曼（E. A. J. Honigmann）認為奧賽羅的種族是個謎。文藝復興時期其的摩爾是模糊、多樣、矛盾、富有争議的。評論界將“摩爾”一詞用作深色膚色人的统稱，並可以與“非裔”、“埃塞俄比亞人”、“黑人”、“印度人”等詞互换使用。各種表述“黑”的詞彙不足以精確指出種族的劃分，霍尼希曼認為“黑”對於伊莉莎白時期的人們意味著皮膚黝黑。伊阿古兩次使用“巴巴里”或“巴巴里人”來代指奧賽羅，似乎暗示巴巴利海岸住著“黄褐膚色”的摩爾人。洛特利哥稱奧賽羅“嘴唇厚”，似乎在指歐洲對於撒哈拉以南人的外貌印象，但霍尼希曼對此表示反驳，認為所有這些解釋都具冒犯性，不應在此較真。
牛津版莎士比亞（Oxford Shakespeare）的编辑麥克·尼爾（Neill）注意到對奧賽羅膚色的最早評論認為他来自撒哈拉以南，而就北非的解釋直到1814年才由艾德蒙·基恩（Edmund Kean）给出。霍尼格曼討論了1600年伊莉莎白一世的巴巴里大使阿布德·馬蘇德（Abd el-Ouahed ben Messaoud），認為其可能是為奧賽羅提供了靈感。
奧賽羅被認為是匹“巴巴里馬”（a Barbary horse, 1.1.110），一位“淫蕩的摩爾人”（a lascivious Moor, 1.1.124）。在3.3.390-1中他認為苔絲狄蒙娜的名節"玷污得發黑，| 好像我自己的臉"(begrimed and black | As mine own face.)，苔絲狄蒙娜的膚色則與奧賽羅的膚色形成對比；在5.2.4中寫道“她那比雪更白的肌膚”(that whiter skin of hers than snow)。伊阿古告訴勃拉班修“一頭老黑公羊 | 在跟您的白母羊交尾呢!”(an old black ram | Is tupping your white ewe! 1.1.87-8)。在伊麗莎白时期，“黑色”一詞的意義可能並不僅僅指代物理膚色，而具有更廣義的負面含義。

## 主题

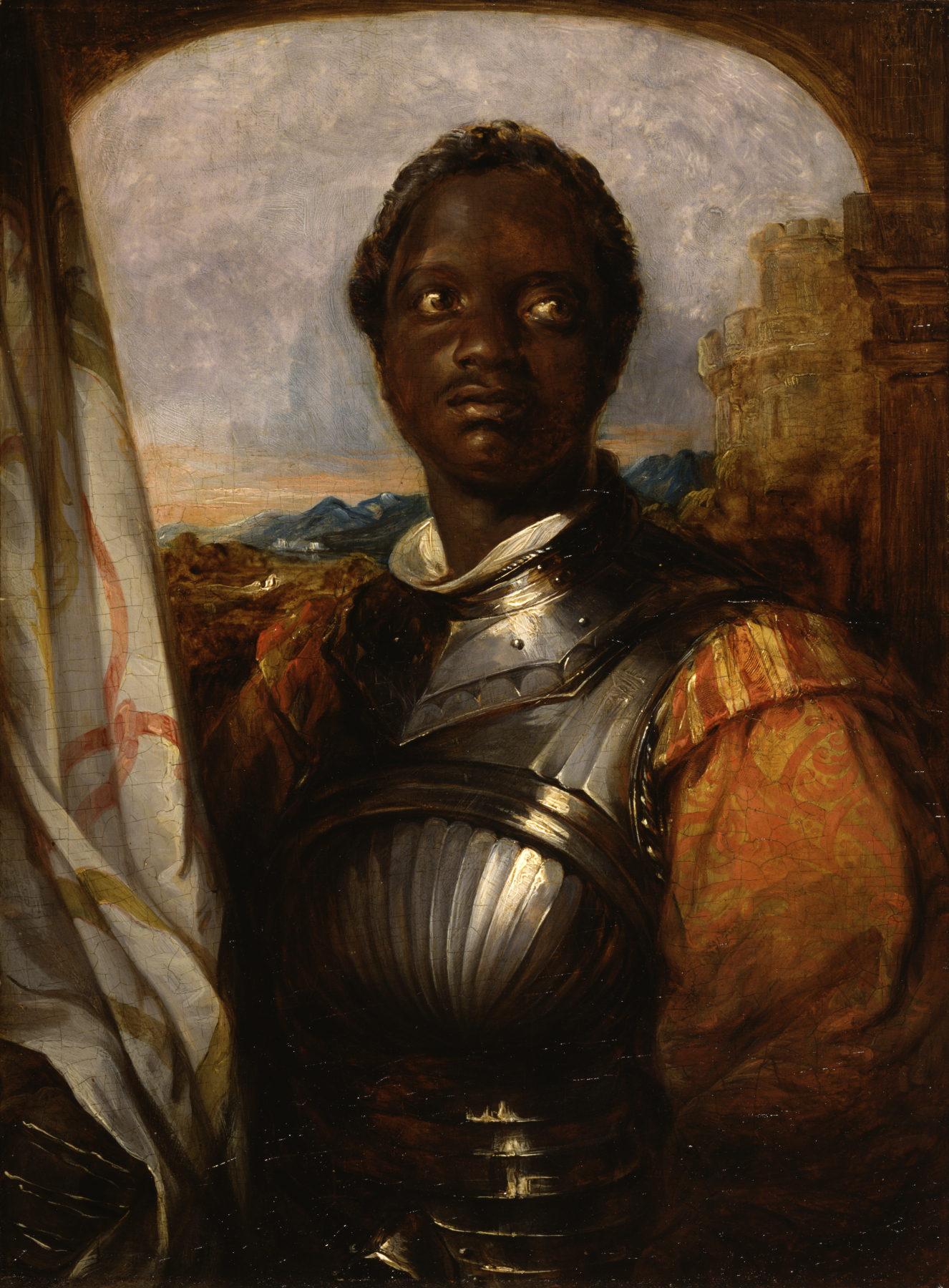
艾拉·奥爾德里奇（Ira Aldridge）飾演奧賽羅，威廉·馬爾雷迪（William Mulready）繪

### 伊阿古／奧賽羅
雖然根據戲劇標題所示，悲慘結局主要歸咎於奧賽羅本人，但伊阿古的作用不可忽視。伊阿古是惡棍的主要代表，並在對話中占據最大部分。在戲劇中，伊阿古操縱他人，控制行動，編織謊言。他親近對手，試探弱點，塑造了“誠實可信”的形象，加强了自己的控制力。A.C.布拉德利（Bradley），以及最近的哈羅德·布魯姆都是該解釋的支持者。其它評論家，特别是二十世纪末期，都将焦點集中在奧賽羅身上。

### 英雄
对奥赛罗的评价因时代的不同而不同。A.C.布拉德利称奥赛罗是“莎士比亚笔下最浪漫的主角了”，“是其中最富诗意的人。”F.R.李维斯（Leavis）则认为奥赛罗十分“任性”。而威廉·黑兹利特则表现的相对温和，称“这摩尔人的本性是高贵的，但他所流的血却十分易燃、一点就爆。”

## 奧賽羅的表演型態

### 歌劇
“奧賽羅”是以下兩齣歌劇的來源：
- 羅西尼的奧泰羅（1816年）
- 朱塞佩·威爾第的奧泰羅（1887年）

### 電影
1995年 《狂殺情焰》
2001年 《O》
1952年 《奥赛罗》

## 图画

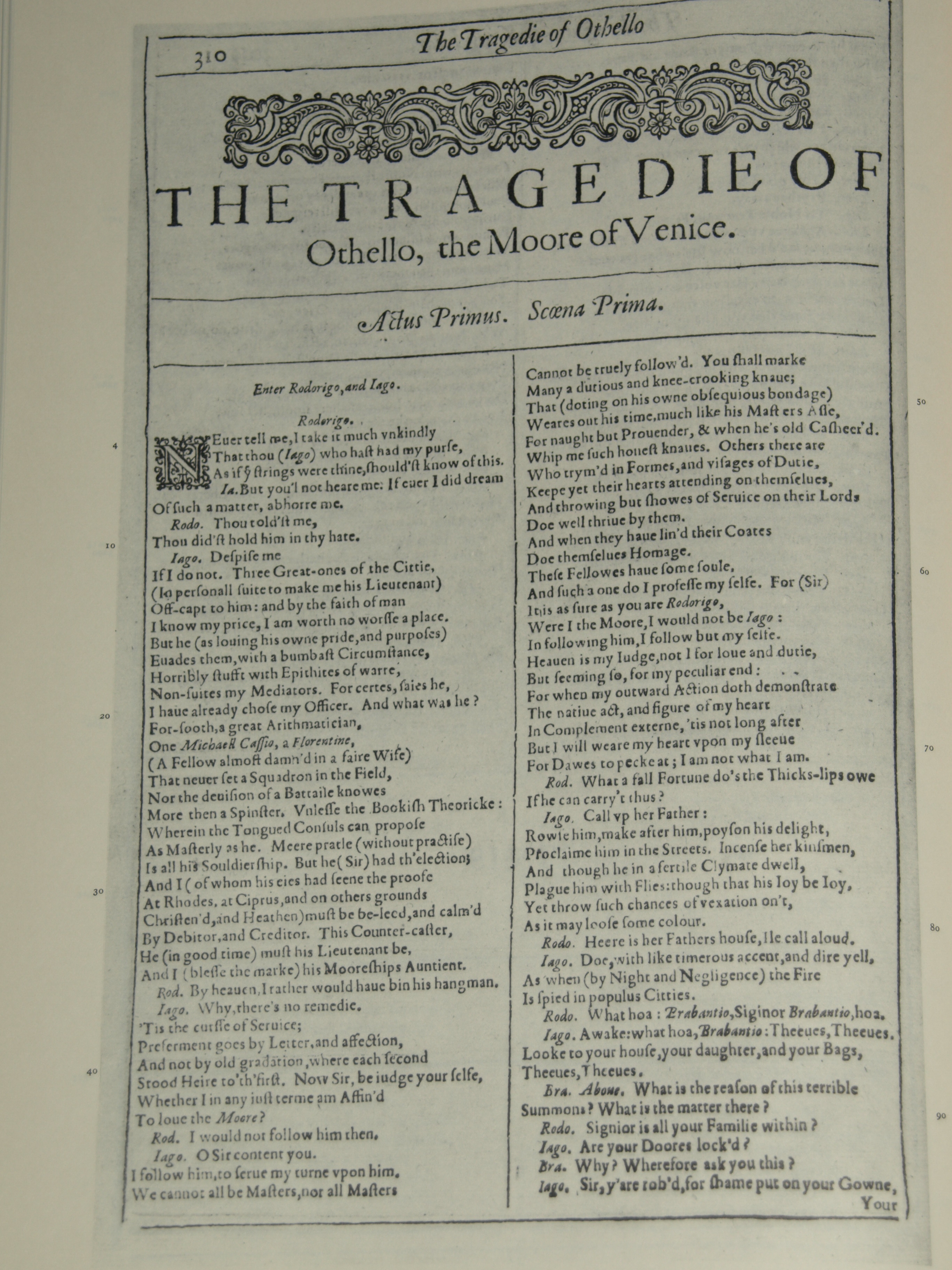
《第一对开本》（1623）封面临摹
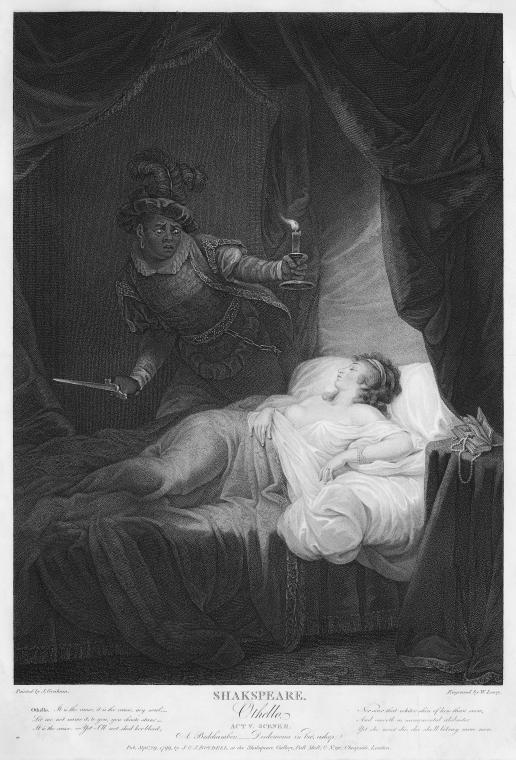
“梦想中的苔丝狄蒙娜”，约翰和约西亚·博伊德爾（Boydell）出版（1803）
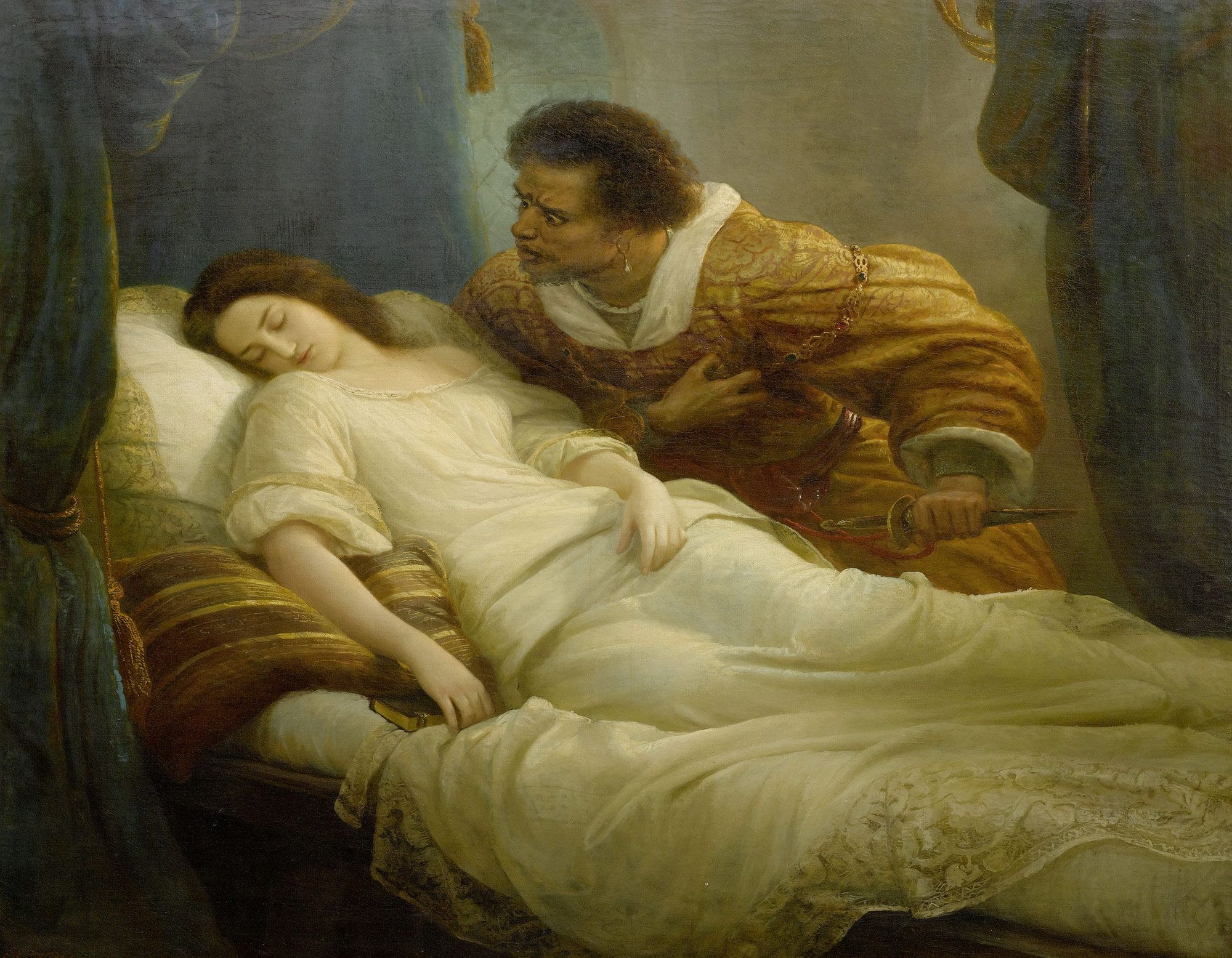
“奥赛罗和苔丝狄蒙娜”，克里斯蒂安·科勒（Köhler，1859）
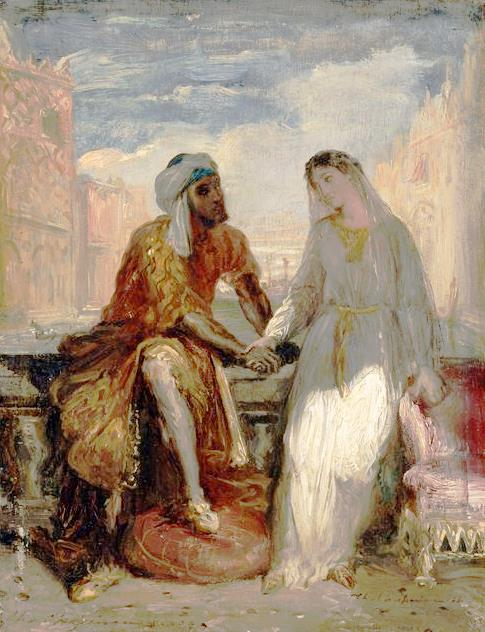
“威尼斯的奥赛罗和苔丝狄蒙娜”，泰奥多尔·夏塞里奥（1819–1856）
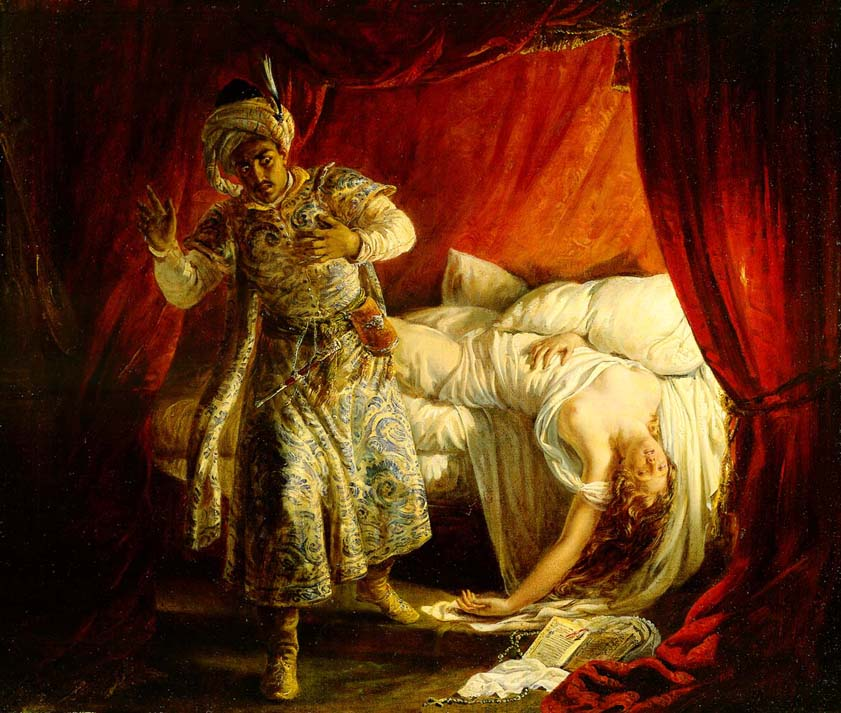
“奥赛罗和苔丝狄蒙娜”，亚历山大-玛丽·柯林（Alexandre-Marie Colin，1829）
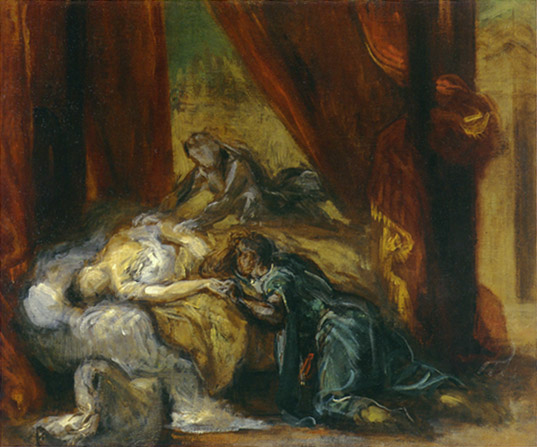
“苔丝狄蒙娜之死”，欧仁·德拉克罗瓦
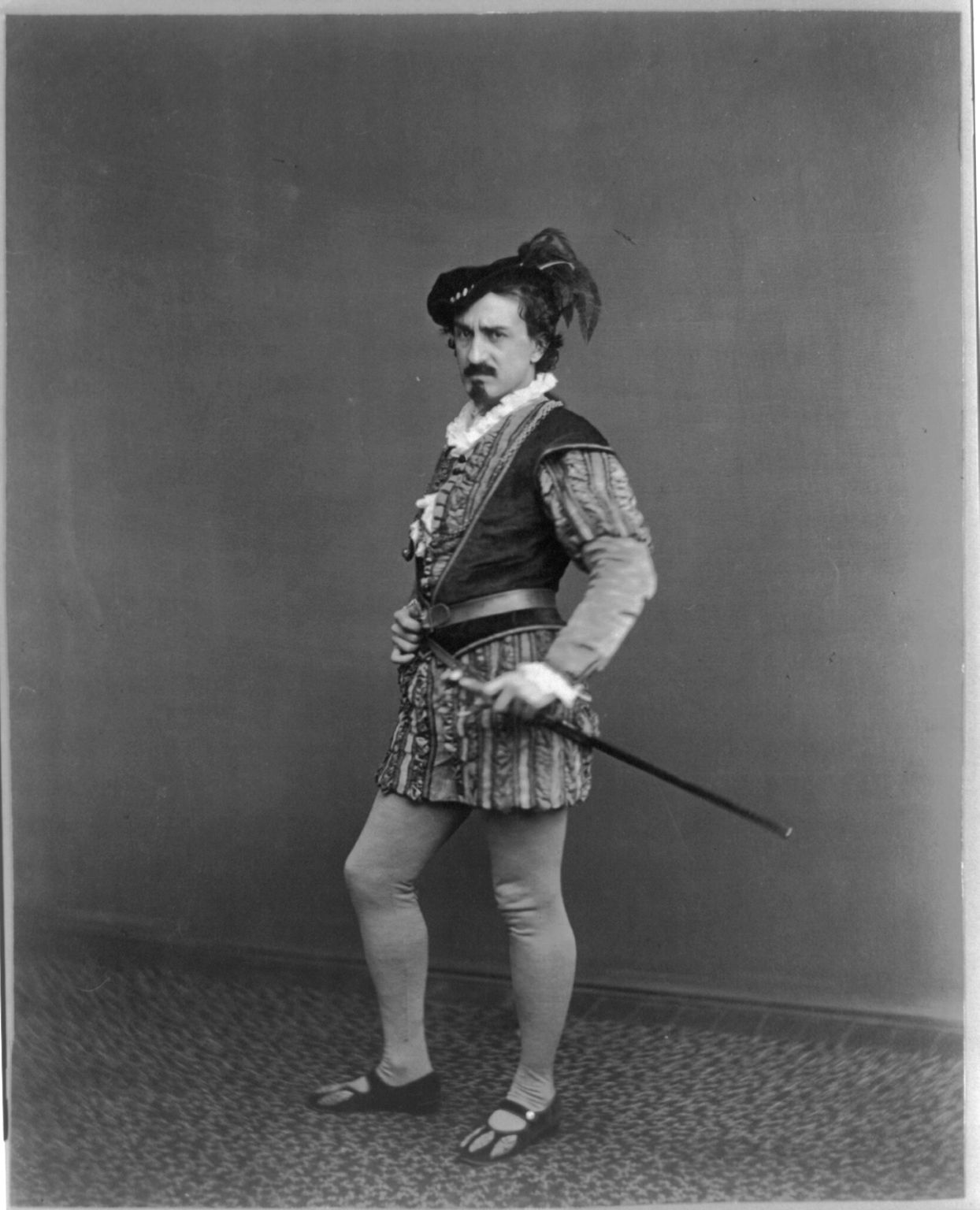
爱德温·布斯（Edwin Booth）饰伊阿古，1870
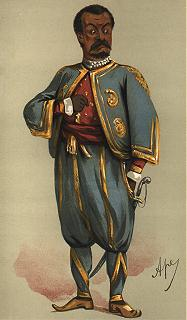
意大利演员托馬索·薩爾维尼（Tommaso Salvini）飾奧賽羅，1875
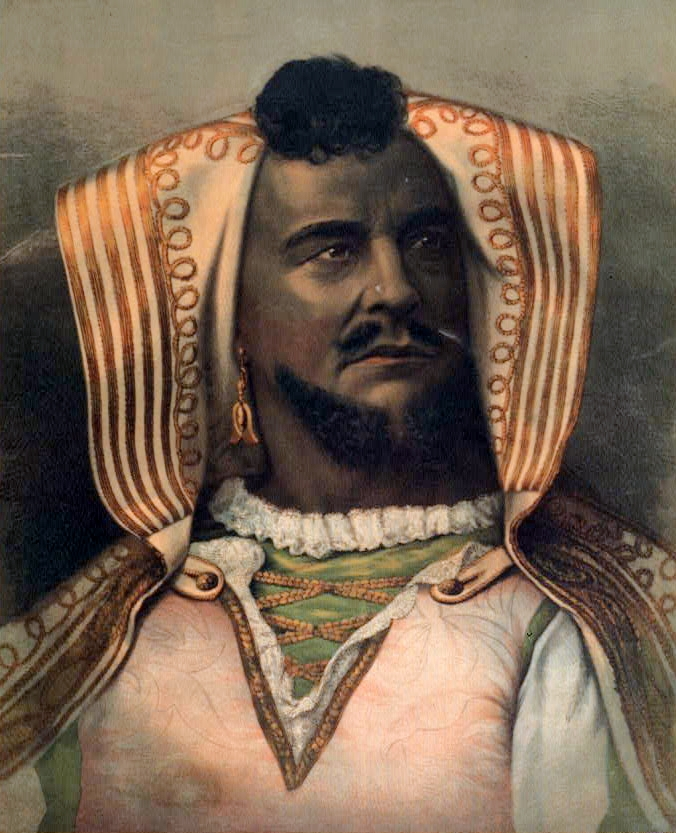
美国演员约翰·麦卡洛饰奥赛罗，1878
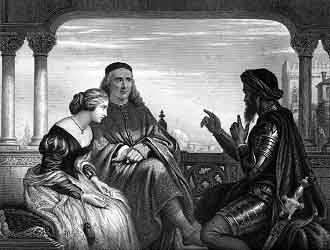
奥赛罗与众人，查理斯·柯佩（Charles West Cope），1873
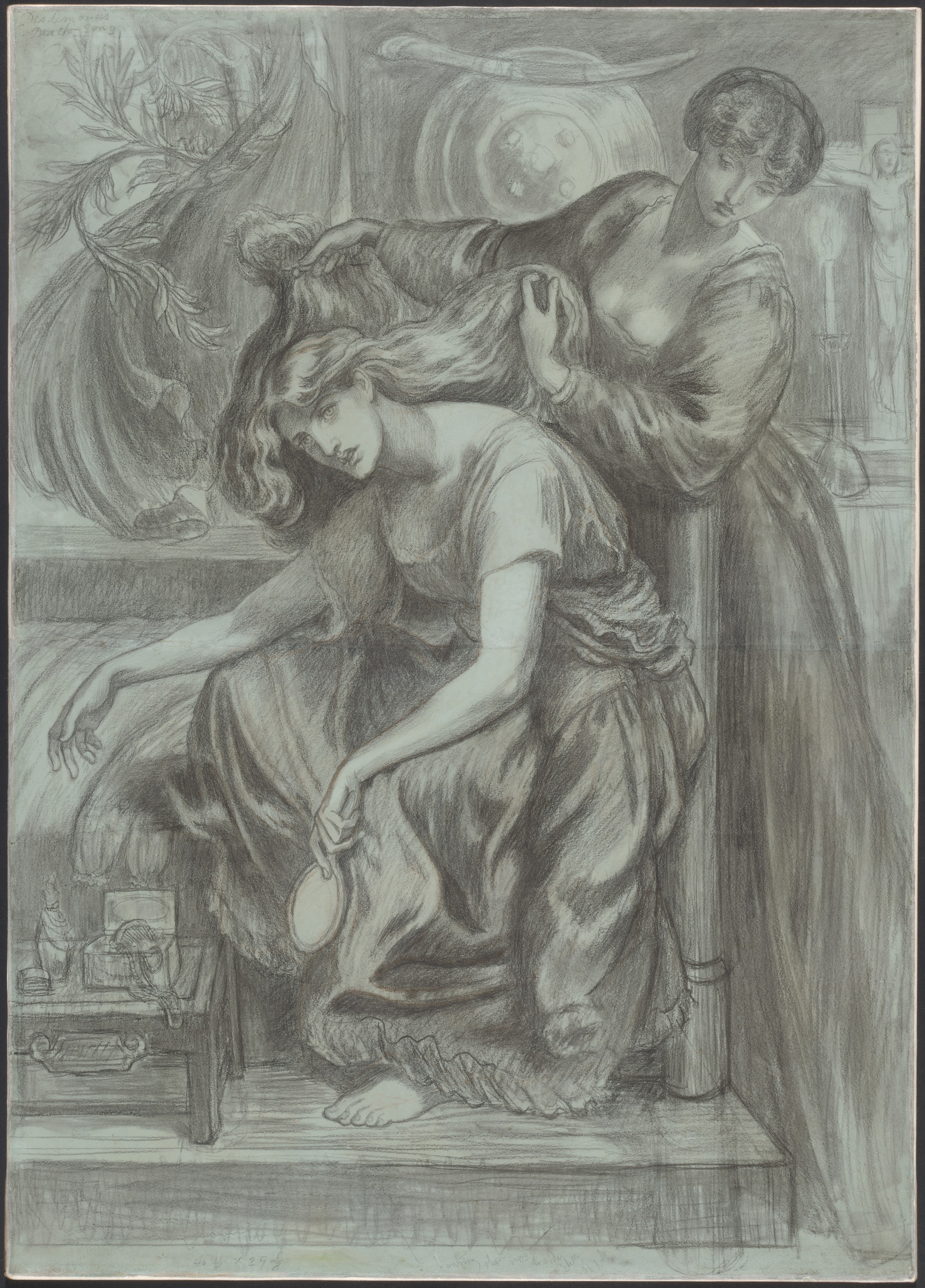
“苔丝狄蒙娜的哀歌”，但丁·加百列·羅塞蒂，1878–1881
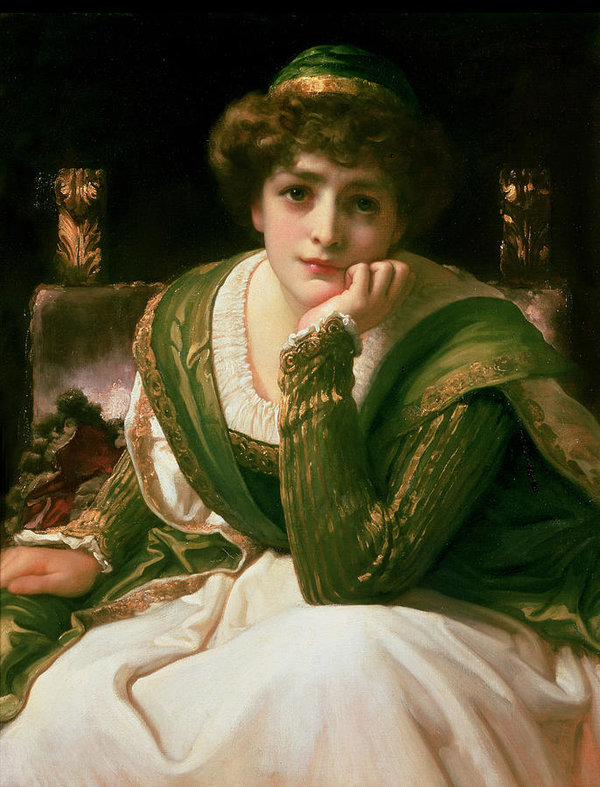
苔丝狄蒙娜，弗雷德里克·雷頓，1888
皮特·奥茨何里（Petre Otskheli）设计的奥赛罗，柯特·马加尼什维里（Kote Marjanishvili）主演，1933

## 外部連結
- Othello Study Guide （页面存档备份，存于）
- Othello （页面存档备份，存于） – original text of the play from Project Gutenberg
- The Tragedie of Othello （页面存档备份，存于） – HTML version of the above text
- Othello - Full text, chapter indexed play by William Shakespeare.
- Othello – Online, slightly modernized version of the text
- Slashdoc : Othello （页面存档备份，存于） - Scholarly essays on Shakespeare's Othello